# Центральный (Межевской район)
Центральный — посёлок в Межевском муниципальном округе Костромской области России. До 2021 года являлся центром Родинского сельского поселения.

## География
Посёлок находится в северо-восточной части Костромской области, в подзоне южной тайги, на правом берегу реки Межи, при автодороге 34К-163, на расстоянии приблизительно 30 километров (по прямой) к северо-северо-востоку от села Георгиевского, административного центра района.

### Климат
Климат характеризуется как умеренно континентальный, с продолжительной холодной многоснежной зимой и коротким сравнительно тёплым летом. Средняя температура воздуха самого холодного месяца (января) — −12 °C; самого тёплого месяца (июля) — 18 °C. Безморозный период длится около 100—130 дней. Продолжительность вегетационного периода составляет примерно 110—140 дней. Годовое количество атмосферных осадков — 560 мм, из которых большая часть выпадает в тёплый период.

### Часовой пояс
Посёлок Центральный, как и вся Костромская область, находится в часовой зоне МСК (московское время). Смещение применяемого времени относительно UTC составляет +3:00.

## Население
| 2008 | 2010 | 2012 | 2013 | 2014 | 2015 | 2016 |
| ---- | ---- | ---- | ---- | ---- | ---- | ---- |
| 306  | ↘242 | ↘226 | ↘209 | ↘195 | ↘184 | ↘174 |
| 2017 | 2018 | 2019 | 2020 |      |      |      |
| ↘160 | ↘150 | ↘142 | ↘140 |      |      |      |

### Национальный состав
Согласно результатам переписи 2002 года, в национальной структуре населения русские составляли 96 % из 342 чел.